# 덕곡역
덕곡역(德谷驛)은 현재의 경기도 용인시 기흥구 영덕동에 위치했던 수려선의 역이다. 흥덕 택지지구 일대 한국아델리움아파트 인근에 위치하였다.
이 역과 신갈역 사이에는 수려선 두 개의 터널 중 하나인 ‘영덕터널’이 있었는데, 지금은 터널 위에 골프장이 들어서 있다. 이 터널은 속칭 ‘덕굴’이라고도 하였다.
폐지 일자는 알려지지 않았으나, 1971년 영업거리표에 없는 것으로 보아, 그 이전에 폐지된 것으로 보인다.

## 역사
- 1932년 5월 11일 : 배치간이역으로 영업 개시[4]
- 일자 불명 : 폐지